# Egzotoksyny
Egzotoksyny (ektotoksyny) – silne toksyny białkowe wydzielane do środowiska przez żywe komórki bakteryjne, wytwarzane głównie przez bakterie Gram-dodatnie m.in. laseczkę tężca (Clostridium tetani) i inne bakterie z rodzaju Clostridium (np. C. septicum, C. botulinum), gronkowca złocistego (Staphylococcus aureus), oraz rzadziej bakterie Gram-ujemne, np. przecinkowiec cholery.
Wykazują wrażliwość na działanie wysokiej temperatury. Mogą powodować zatrucia przewodu pokarmowego lub działać na układ nerwowy. Ilości mikrogramowe mogą spowodować śmierć człowieka. Egzotoksyny są antygenami, mogą wywoływać odpowiedź immunologiczną organizmu. Związki te poddane działaniu formaldehydu zachowują swoją immunogenność, natomiast tracą zjadliwość – właściwość ta jest wykorzystywana w tworzeniu toksoidów (szczepionek z toksyn).
Drugi podstawowy rodzaj toksyn bakteryjnych, endotoksyny, jest znacznie mniej szkodliwy od egzotoksyn.